# Lijst van voetbalinterlands China - Duitsland (vrouwen)
Deze lijst van voetbalinterlands is een overzicht van alle officiële voetbalinterlands tussen de nationale vrouwenteams van China en Duitsland. De landen hebben tot nu toe 31 keer tegen elkaar gespeeld.

## Wedstrijden
| №  | Plaats                     | Datum            | Competitie                                    | Wedstrijd         | Uitslag |
| -- | -------------------------- | ---------------- | --------------------------------------------- | ----------------- | ------- |
| 1  | Lüdenscheid                | 30 juni 1991     | Vriendschappelijk                             | Duitsland − China | 2 − 0   |
| 2  | New Britain                | 6 augustus 1994  | Vriendschappelijk                             | China − Duitsland | 3 − 2   |
| 3  | Rotenburg                  | 25 mei 1995      | Vriendschappelijk                             | Duitsland − China | 3 − 1   |
| 4  | Helsingborg                | 15 juni 1995     | WK 1995                                       | Duitsland − China | 1 − 0   |
| 5  | Euskirchen                 | 20 maart 1997    | Vriendschappelijk                             | Duitsland − China | 2 − 2   |
| 6  | Warendorf                  | 23 maart 1997    | Vriendschappelijk                             | Duitsland − China | 1 − 1   |
| 7  | Holzwickede                | 25 maart 1999    | Vriendschappelijk                             | Duitsland − China | 0 − 3   |
| 8  | Hamburg                    | 28 maart 1999    | Vriendschappelijk                             | Duitsland − China | 4 − 1   |
| 9  | Osnabrück                  | 16 juli 2000     | Vriendschappelijk                             | Duitsland − China | 1 − 3   |
| 10 | Augsburg                   | 6 maart 2001     | Vriendschappelijk                             | Duitsland − China | 1 − 0   |
| 11 | Ulm                        | 8 maart 2001     | Vriendschappelijk                             | Duitsland − China | 2 − 4   |
| 12 | Guangzhou                  | 23 januari 2002  | Four Nations Women's Football Tournament 2002 | China − Duitsland | 2 − 1   |
| 13 | Vila Real de Santo António | 3 maart 2002     | Algarve Cup 2002                              | Duitsland − China | 2 − 4   |
| 14 | Yiwu                       | 23 januari 2003  | Four Nations Women's Football Tournament 2003 | China − Duitsland | 0 − 0   |
| 15 | Gütersloh                  | 4 maart 2003     | Vriendschappelijk                             | Duitsland − China | 2 − 2   |
| 16 | Arnsberg                   | 6 maart 2003     | Vriendschappelijk                             | Duitsland − China | 3 − 1   |
| 17 | Fürth                      | 4 maart 2004     | Vriendschappelijk                             | Duitsland − China | 0 − 1   |
| 18 | Patras                     | 11 augustus 2004 | Olympische Spelen 2004                        | Duitsland − China | 8 − 0   |
| 19 | Quanzhou                   | 1 februari 2005  | Four Nations Women's Football Tournament 2005 | China − Duitsland | 0 − 2   |
| 20 | Alvor                      | 13 maart 2005    | Algarve Cup 2005                              | China − Duitsland | 0 − 2   |
| 21 | Homburg                    | 1 maart 2006     | Vriendschappelijk                             | Duitsland − China | 0 − 1   |
| 22 | Guangzhou                  | 28 januari 2007  | Four Nations Women's Football Tournament 2007 | China − Duitsland | 0 − 0   |
| 23 | Freiburg im Breisgau       | 28 januari 2008  | Vriendschappelijk                             | Duitsland − China | 2 − 0   |
| 24 | Bielefeld                  | 25 februari 2009 | Vriendschappelijk                             | Duitsland − China | 1 − 1   |
| 25 | Albufeira                  | 6 maart 2009     | Algarve Cup 2009                              | Duitsland − China | 3 − 0   |
| 26 | Faro                       | 1 maart 2010     | Algarve Cup 2010                              | China − Duitsland | 0 − 5   |
| 27 | Vila Real de Santo António | 2 maart 2012     | Algarve Cup 2012                              | Duitsland − China | 1 − 0   |
| 28 | Albufeira                  | 7 maart 2014     | Algarve Cup 2014                              | Duitsland − China | 1 − 0   |
| 29 | Vila Real de Santo António | 6 maart 2015     | Algarve Cup 2015                              | Duitsland − China | 2 − 0   |
| 30 | Salvador                   | 12 augustus 2016 | Olympische Spelen 2016                        | China − Duitsland | 0 − 1   |
| 31 | Rennes                     | 8 juni 2019      | WK 2019                                       | Duitsland − China | 1 − 0   |

## Samenvatting
| Competitie                               | Totaal gespeeld | Winst China | Gelijk | Winst Duitsland | Doelsaldo China – Duitsland |
| ---------------------------------------- | --------------- | ----------- | ------ | --------------- | --------------------------- |
| WK-eindronde                             | 2               | 0           | 0      | 2               | 0 − 2                       |
| Olympische Spelen                        | 2               | 0           | 0      | 2               | 0 − 9                       |
| Algarve Cup                              | 7               | 1           | 0      | 6               | 4 − 16                      |
| Four Nations Women's Football Tournament | 4               | 1           | 2      | 1               | 2 − 3                       |
| Vriendschappelijk                        | 16              | 6           | 4      | 6               | 24 − 26                     |
| Totaal                                   | 31              | 8           | 6      | 17              | 30 − 56                     |